# 0 A.D.

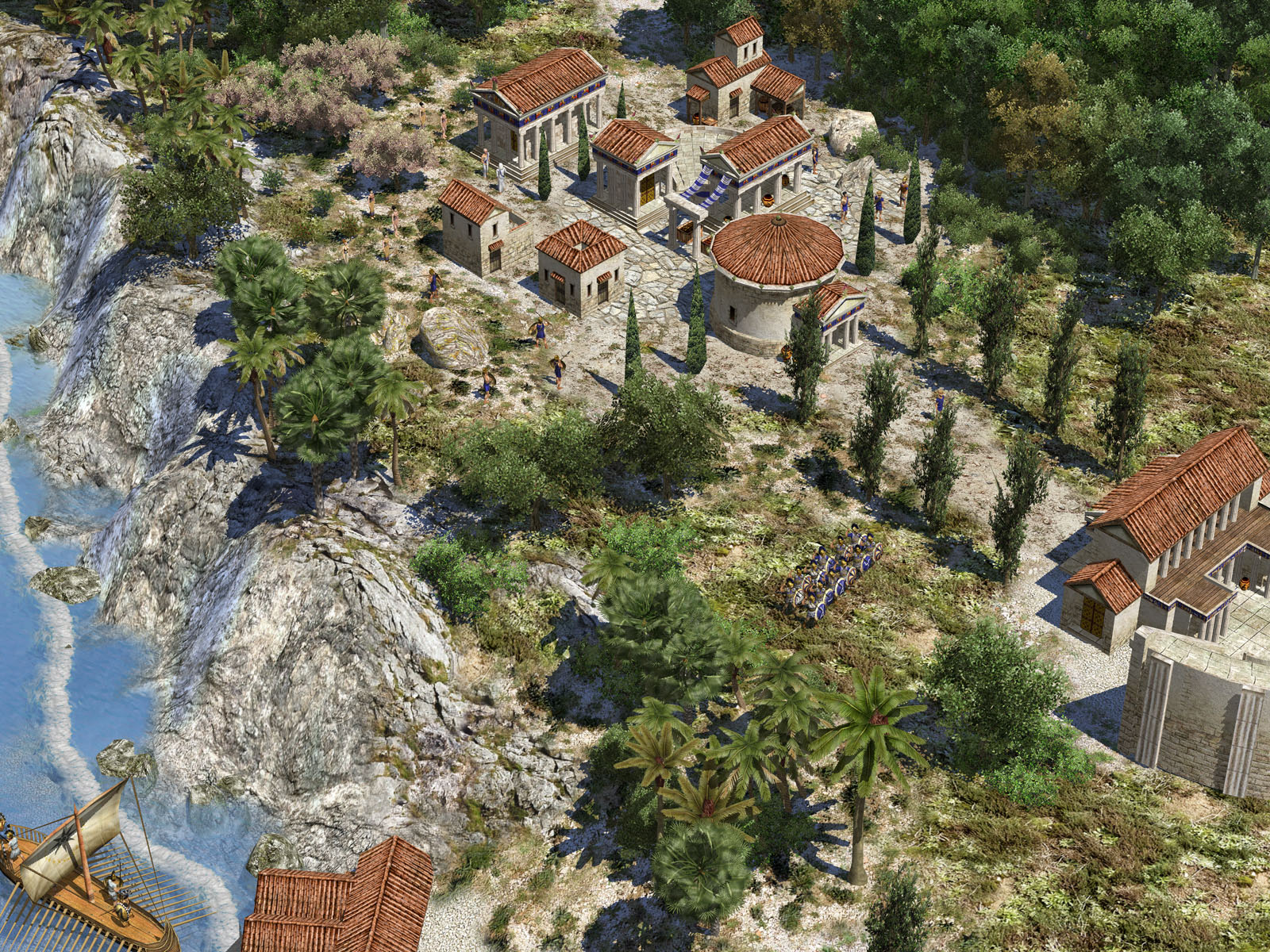
Snímek hry

0 A.D. je historická realtimová strategie, kterou vyvíjí od roku 2001 společnost Wildfire Games. Hra je zaměřena do období 500 př. n. l. až 500 n. l. a snaží se o historickou věrnost. V roce 2009 byl zdrojový kód hry uvolněn pod licencí GPLv2 a data pod licencí CC-BY-SA.

## Civilizace
- Athéňané
- keltští Britové
- Kartágiňané
- Galové
- Iberové
- Kušité
- Makedoňané
- Maurové
- Peršané
- Ptolemaiovci
- Římané
- Seleukovci
- Sparťané